# Niewierność po słowacku
Niewierność po słowacku (słow. Nevera po slovensky I-II) – czechosłowacki dwuczęściowy film komediowy z 1981 w reżyserii Juraja Jakubisko, zrealizowany w języku słowackim. 

## Obsada
- Václav Baur jako Domino
- Milan Kiš jako Karči „Edison”
- Otto Lackovič jako leśniczy
- Jana Březinová jako leśniczyna
- Stanislav Kubiš jako Močiarsky
- Jaroslava Vysloužilová jako Močiarska
- Anton Trón jako Jašterčiak
- Míla Myslíková jako Jašterčiaková
- Anton Šulík jako Malíček
- Adela Gáborová jako Malíčková
- Andrej Šilan jako Hurdiš
- Elena Petrovická jako Hurdišová
- Zuzana Kronerová jako Zlatka
- Hana Lelitová jako Stázka
- Adam Matejka jako dziadek Stázki
- Beata Drotárová jako Terka
- Božena Slabejová jako Kudličková
- Karel Heřmánek jako Fero
- Dana Baslerová jako Lilka
- Mária Markovičová jako matka Domina
- Jozef Holec jako Ivan
- Ján Kramár jako ojciec Ivana
- Ivan Palúch jako lekarz
- Jana Břežková jako Kety
- Viera Pavlíková jako Etela
- Ľubica Očková jako Beta
- Jozef Krivička jako młodszy brat
- Andrej Vandlík jako ojciec Eteli
- Ladislav Farkaš jako brat-gajowy
- Mária Hojerová jako matka Zlatki